# Alling
Alling ist eine Gemeinde im Südosten des oberbayerischen Landkreises Fürstenfeldbruck etwa 25 Kilometer westlich von München.

## Gemeindegliederung
Es gibt 10 Gemeindeteile (in Klammern ist der Siedlungstyp angegeben):
- Alling (Pfarrdorf)
- Angerhof (Einöde)
- Biburg (Pfarrdorf)
- Gagers (Weiler)
- Germannsberg (Weiler)
- Hoflach (Weiler)
- Holzhausen (Kirchdorf)
- Holzkirchen (Kirchdorf)
- Neuried (Weiler)
- Wagelsried (Weiler)

## Geschichte

### Bis zur Gemeindegründung
Die erste urkundliche Erwähnung erfolgte 802 als Allingas und Allinga (bei den Leuten des Allo), für Biburg um 1150 als Piburch und für Holzhausen 776 als Holzhusun (Häuser am Wald). Nachdem die einzelnen Orte ab dem 9. Jahrhundert zu verschiedenen Klostern gehörten, entstand infolge der Säkularisation 1812 die Gemeinde Alling.

### 20. Jahrhundert
Mit den Bewohnern des vor 1900 entstandenen Gemeindeteils Eichenau gab es politische Spannungen. 1925 beschlossen die mehrheitlich Eichenauer Gemeinderäte die Verlegung der Gemeindeverwaltung nach Eichenau. Nach 1945 erhöhte sich die Bevölkerung enorm durch den Zuzug von Flüchtlingen und Vertriebenen.

### Ausgliederung
Am 1. April 1957 wurde Eichenau durch Ausgliederung aus Alling eine selbständige Gemeinde.

### Eingemeindungen
Im Zuge der Gebietsreform in Bayern wurden am 1. Mai 1978 die Gemeinde Holzhausen, die Gemeinde Biburg ohne den Gemeindeteil Pfaffing und aus der Gemeinde Emmering der Gemeindeteil Wagelsried eingegliedert.

### Einwohnerentwicklung
Zwischen 1988 und 2018 wuchs die Gemeinde von 2845 auf 3903 um 1058 Einwohner bzw. um 37,2 %.

## Politik
| Jahr   | CSU | Allinger Bürger Vereinigung (ABV) | Dorfgemeinschaft Biburg-Holzhausen (Wählergruppe) | Grüne            | Dorfgemeinschaft der Freien Wähler | SPD | Bürgerschaft e. V. (Wählergruppe) | gesamt | Wahlbeteiligung in % |
| ------ | --- | --------------------------------- | ------------------------------------------------- | ---------------- | ---------------------------------- | --- | --------------------------------- | ------ | -------------------- |
| 2021 * | 4   | 4                                 | 3                                                 | 2                | 1                                  | 1   | 1                                 | 16     |                      |
| 2020   | 4   | 3                                 | 3                                                 | 2                | 2                                  | 1   | 1                                 | 16     | 75,77                |
| 2014   | 6   | Nicht angetreten                  | 3                                                 | Nicht angetreten | 4                                  | 2   | 1                                 | 16     | 72,2                 |
| 2008   | 7   | Nicht angetreten                  | 3                                                 | Nicht angetreten | 3                                  | 1   | 2                                 | 16     | 71,9                 |
| 2002   | 6   | Nicht angetreten                  | 3                                                 | Nicht angetreten | 4                                  | 1   | 2                                 | 16     | 74,2                 |

Bürgermeister ist seit 1. Mai 2020 Stefan Joachimsthaler (CSU); er erreichte in der Stichwahl 54,37 % der Stimmen. Dessen Vorgänger war ab 2002 Frederik Röder (CSU); er trat nicht mehr zur Wiederwahl an.

### Wappen
|                         | Blasonierung: „In Silber zwei schräg gekreuzte blaue Hellebarden, darunter ein roter Adlerkopf.“ |
| Wappenführung seit 1970 |                                                                                                  |

## Baudenkmäler
Sehenswert ist die Hoflacher Kapelle, die an die Schlacht bei Alling erinnert. Bei dieser Schlacht stießen 1422 die verfeindeten Heere der um ihr Erbe streitenden Wittelsbacher Herzöge Ernst von Bayern-München und Ludwig der Bärtige von Bayern-Ingolstadt aufeinander. Aus Dankbarkeit über seinen Sieg ließ Herzog Ernst in den Jahren danach die Kapelle bauen und mit einem sieben Meter langen Fresko ausschmücken. Die Kapelle ist Privateigentum und nur zu besonderen Anlässen zugänglich.

## Bodendenkmäler

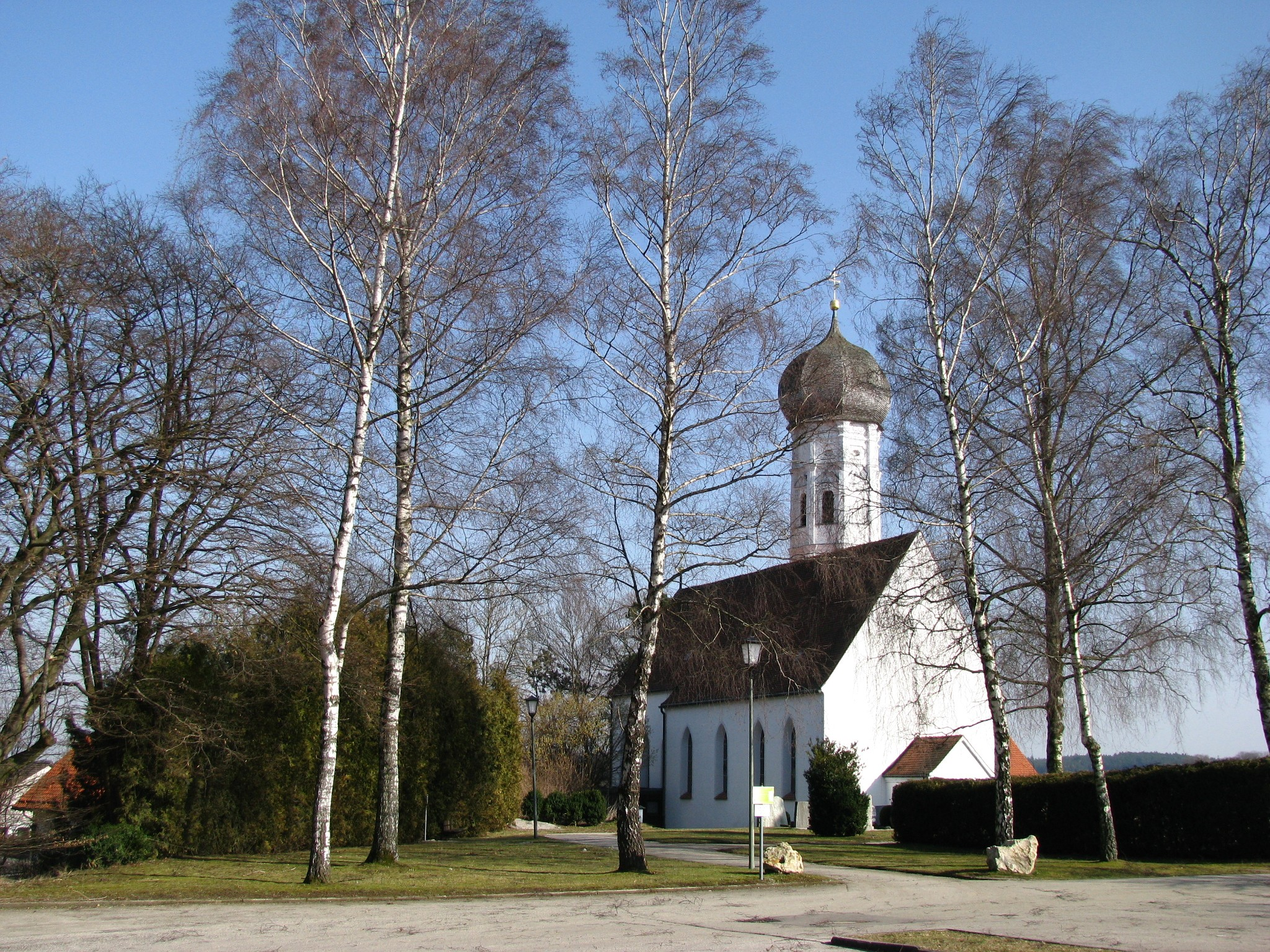
Pfarrkirche Mariä Geburt
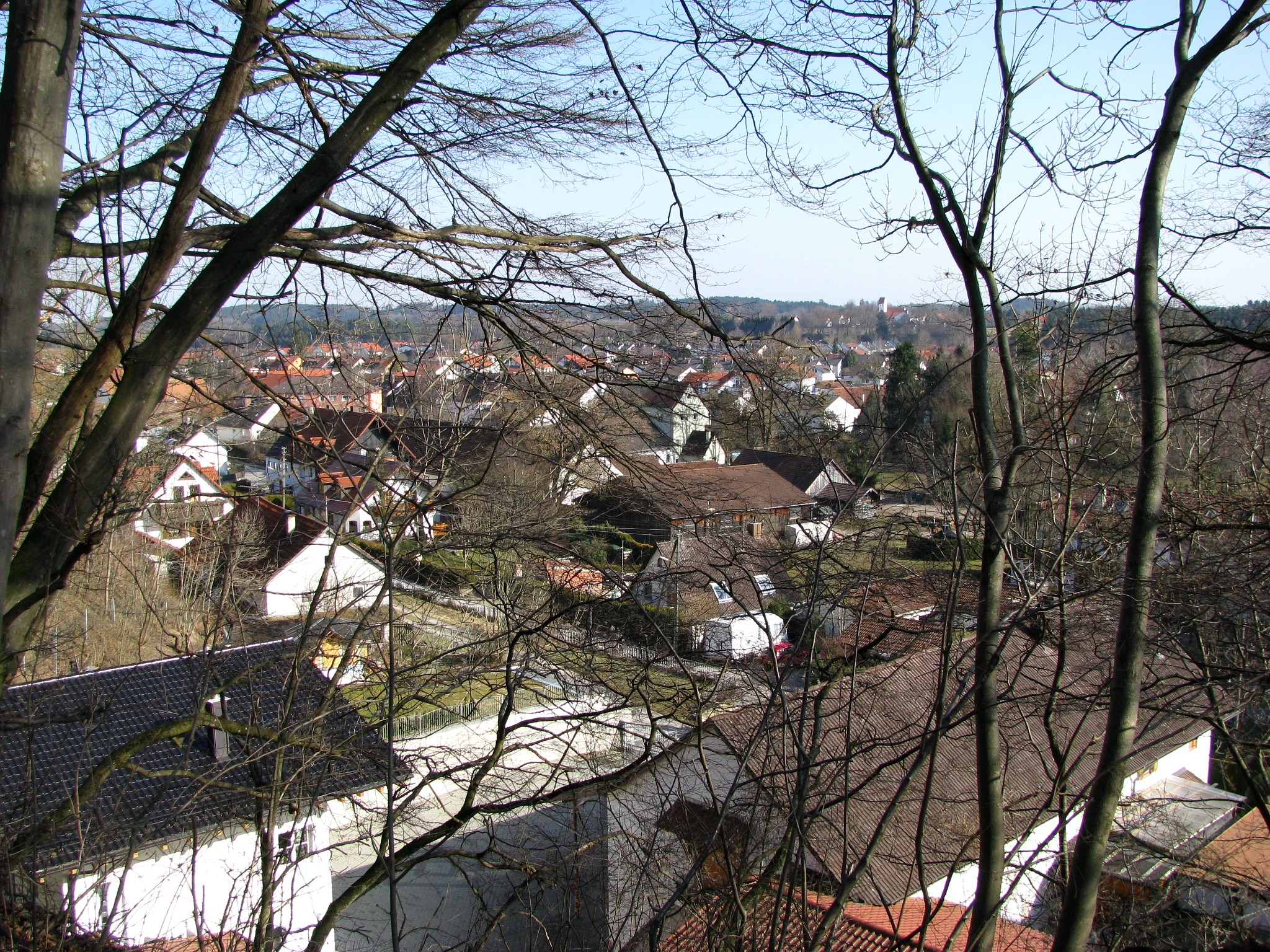
Blick vom Burgstall auf den Ort

## Wirtschaft und Infrastruktur

### Wirtschaft
2022 gab es in Alling 1007 sozialversicherungspflichtig Beschäftigte am Arbeitsort, 1723 sozialversicherungspflichtig Beschäftigte am Wohnort und 46 Arbeitslose.  Im verarbeitenden Gewerbe (sowie Bergbau und Gewinnung von Steinen und Erden) gab es drei Betriebe, im Bauhauptgewerbe 13 Betriebe. Zudem bestanden im Jahr 2020 41 landwirtschaftliche Betriebe mit einer landwirtschaftlich genutzten Fläche von 1446 ha.

### Verkehr
Alling ist an das MVV-Netz mit der Expressbuslinie X900 Richtung Starnberg bzw. Buchenau, der Expressbuslinie X920 Richtung Klinikum Großhadern bzw. Buchenau sowie der Regionalbuslinie 852 nach Germering Unterpfaffenhofen angebunden. Die MVV-RufTaxi-Linien 8400 und 8500 verkehren zu abgelegenen Haltestellen.
| Linie | Linienverlauf | Verkehrsunternehmen  |
| ----- | --- | -------------------- |
| X900  | Buchenau S – Fürstenfeldbruck S R – Gilching-Argelsried S – Starnberg S R                                                   | Amperbus GmbH        |
| 852   | Fürstenfeldbruck S R – Alling – Germering-Unterpfaffenhofen S – Germering, Kerschensteiner Schule                           | Busverkehr Südbayern |
| 8400  | Fürstenfeldbruck / Alling / Schöngeising / Grafrath / Kottgeisering / Türkenfeld / Inning / Seefeld-Hechendorf / Herrsching | Geldhauser           |
| 8500  | Fürstenfeldbruck / Alling / Eichenau / Puchheim Ort / Germering-Unterpfaffenhofen / Gilching                                | Geldhauser           |

Alling ist bei Hoflach an die Bundesstraße 2 angeschlossen.

### Bildung
Es gibt folgende Einrichtungen:
- Kinderkrippe
- Kindergarten
- Grundschule
- Kinderhort

## Persönlichkeiten
- Hans Friedl (* 1957), Mitglied des Bayerischen Landtags